# Umowa z Malborka
Umowa zakonu krzyżackiego z najemnikami, układ o zapisie gwarancyjnym dla najemników – umowa zawarta 9 października 1454 r. w twierdzy w Marienburgu (Malborku) pomiędzy władzami zakonu krzyżackiego, reprezentowanymi przez Wielkiego Mistrza Ludwiga von Erlichshausena, a dowódcami (rotmistrzami) walczących po stronie zakonu w wojnie trzynastoletniej oddziałów (rot) wojsk najemnych, reprezentowanymi przez Bernarda von Zinnenberga (Bernarda Szumborskiego). W zamian za uzyskanie zapisu gwarancyjnego z prawem sprzedaży najważniejszych, znajdujących się w rękach krzyżackich twierdz pruskich, na poczet niezapłaconego żołdu najemnicy zgodzili się kontynuować działania zbrojne po stronie zakonu do 19 lutego 1455 r. pomimo nieuiszczenia im umówionej zapłaty. Umożliwiło to zakonowi krzyżackiemu odparcie ofensywy Królestwa Polskiego na Malbork w styczniu 1455 r., odbicie Königsbergu (Królewca) wraz z Dolnymi Prusami i Sambią od Związku Pruskiego oraz odzyskanie szeregu twierdz z rąk Związku Pruskiego.
Niedotrzymanie umówionego terminu zapłaty oraz kolejnych terminów zapłaty doprowadziło do sprzedaży Królestwu Polskiemu przez najemników dowodzonych przez Oldrzycha (Urlicha) Czerwonkę i Mikołaja Welfersdorfa niezdobytej twierdzy w Malborku 6 czerwca oraz twierdz w Tczewie i Iławie 13 czerwca 1457 r.

## Geneza układu

### Wojska najemne w wojnie trzynastoletniej

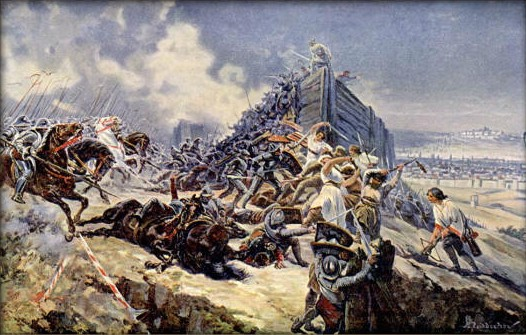
Oddział czeskie w oparciu o umocnienia polowe odpierają atak konnego rycerstwa – nowa taktyka piechoty zrewolucjonizowała sposoby prowadzenia wojen w XV w.

Szybki rozwój powstania w Prusach, wypowiedzenie posłuszeństwa władzom zakonu przez miasta należące do Związku Pruskiego i upadek kluczowych twierdz w lutym 1454 r. wywołał panikę wśród rycerzy zakonu krzyżackiego – wielu z nich wyjechało do Niemiec lub uciekło do Malborka, nie podejmując prób obrony krzyżackich terytoriów przed buntownikami.
Utrata kontroli nad państwem pruskim i brak rycerzy uniemożliwił wielkiemu mistrzowi zwołanie pospolitego ruszenia na rzecz obrony zakonu i wymusił oparcie działań zbrojnych na wojskach najemnych.
Najemnicy pochodzili głównie z Niemiec oraz z Czech. Taboryci, emigrujący z ziem czeskich po zwycięstwie utrakwistów w wojnach husyckich w obawie przed represjami, byli prekursorami taktyki walki z wykorzystaniem pieszych wojsk najemnych.
Wyższość taktyki najemników wykazała będąca punktem zwrotnym wojny bitwa pod Chojnicami 18 września 1454 r. – armia krzyżacka pod dowództwem Bernarda von Zinneberga rozbiła niezdyscyplinowane i przestarzałe polskie pospolite ruszenie dowodzone przez Kazimierza IV, uzyskała otwarty dostęp do państwa pruskiego i odsieczy Malborka oraz podważyła pozycję Królestwa Polskiego w stanach pruskich.

### Bankructwo Zakonu Krzyżackiego i Królestwa Polskiego

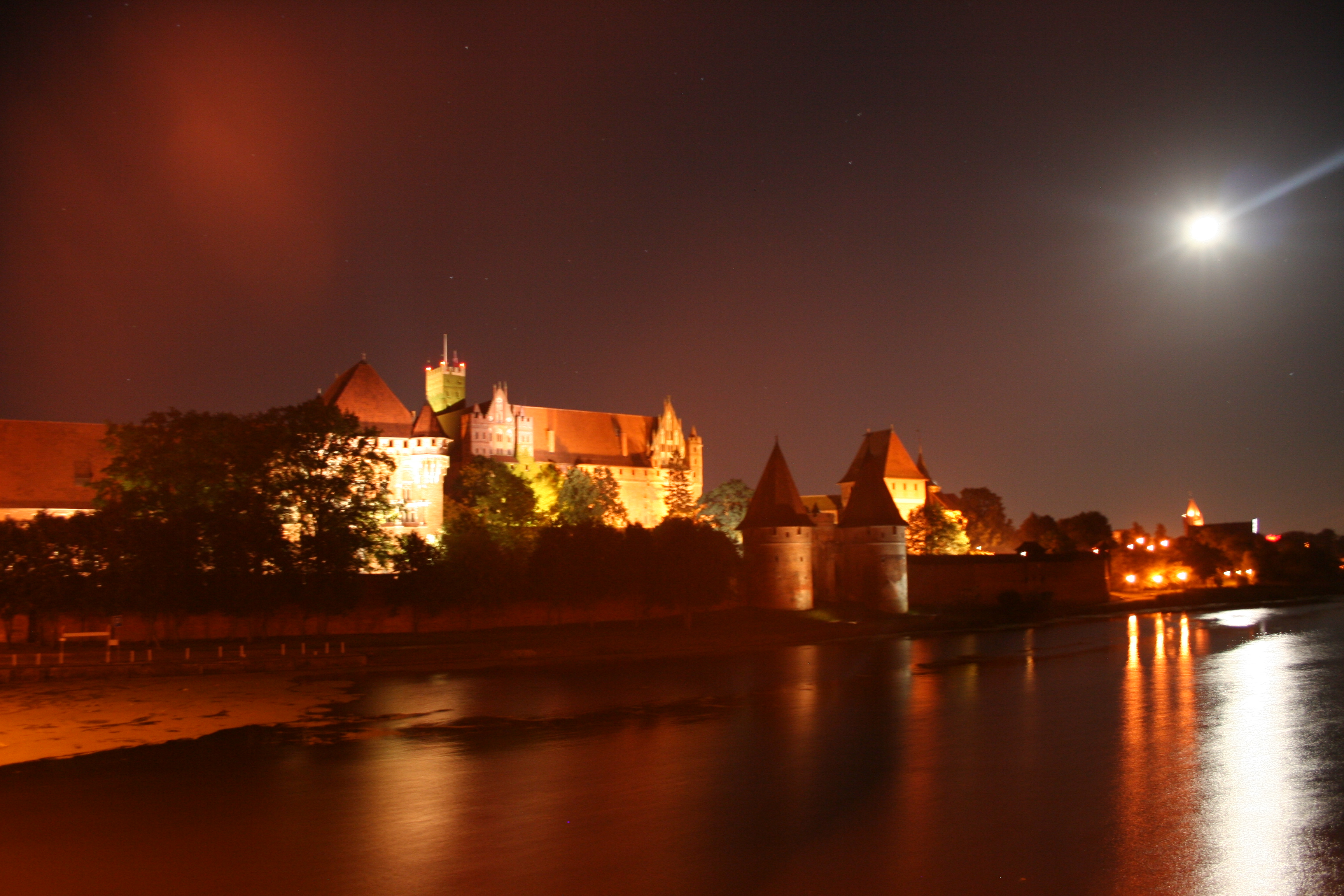
Twierdza w Malborku nocą. Niezdobyta w trakcie wojny trzynastoletniej stolica zakonu krzyżackiego została sprzedana Polsce przez niemieckich i czeskich najemników

Roczny koszt zaciągu jednego konnego najemnika wynosił 40 złotych węgierskich, najemnik pieszy (drabant) kosztował połowę tej kwoty. Roczne dochody Królestwa Polskiego wynosiły około 90 000 złotych węgierskich. Na skutek zastawów na cele finansowania wojny węgierskiej 1440–1444 i rozdawnictwa dóbr koronnych możnym, skarb Królestwa Polskiego został zrujnowany. W krytycznej sytuacji skarbu królewskiego większe wydatki uzależnione były od specjalnych podatków.
Walczące na początku wojny trzynastoletniej po stronie zakonu wojska najemne zwerbowane zostały za doraźne zaliczki. Pozbawiony dochodów z 56 miast pruskich, które na wiosnę 1454 r. wypowiedziały wielkiemu mistrzowi posłuszeństwo bądź zostały zajęte przez buntowników, zakon nie był w stanie na bieżąco regulować należności wobec najemników.
28 września 1454 r. władze zakonu przyznały dowódcom oddziałów najemnych, którzy przybyli do Malborka, że nie dysponują odpowiednimi środkami finansowymi na zapłatę żołdu. W odpowiedzi poszczególne roty wojsk najemnych zaprzestały kontynuowania aktywnych działań przeciwko Związkowi Pruskiemu.
4 października 1454 r. rotmistrzowie Heinrich von Plauen (młodszy) i Wit von Schönburg rozpoczęli negocjacje z wielkim mistrzem w sprawie odroczenia terminu spłaty najemników. 7 października większość oddziałów najemnych ruszyła w kierunku Malborka, pozostawiając w Tczewie niewielki oddział pod dowództwem Oldrzycha Czerwonki. Najemnicy na poczet swoich długów skonfiskowali w krzyżackiej stolicy srebra i klejnoty kościelne oraz żywność, powodując kłopoty aprowizacyjne Malborka, ale nie uzyskali zaspokojenia większości swoich roszczeń.

## Warunki układu

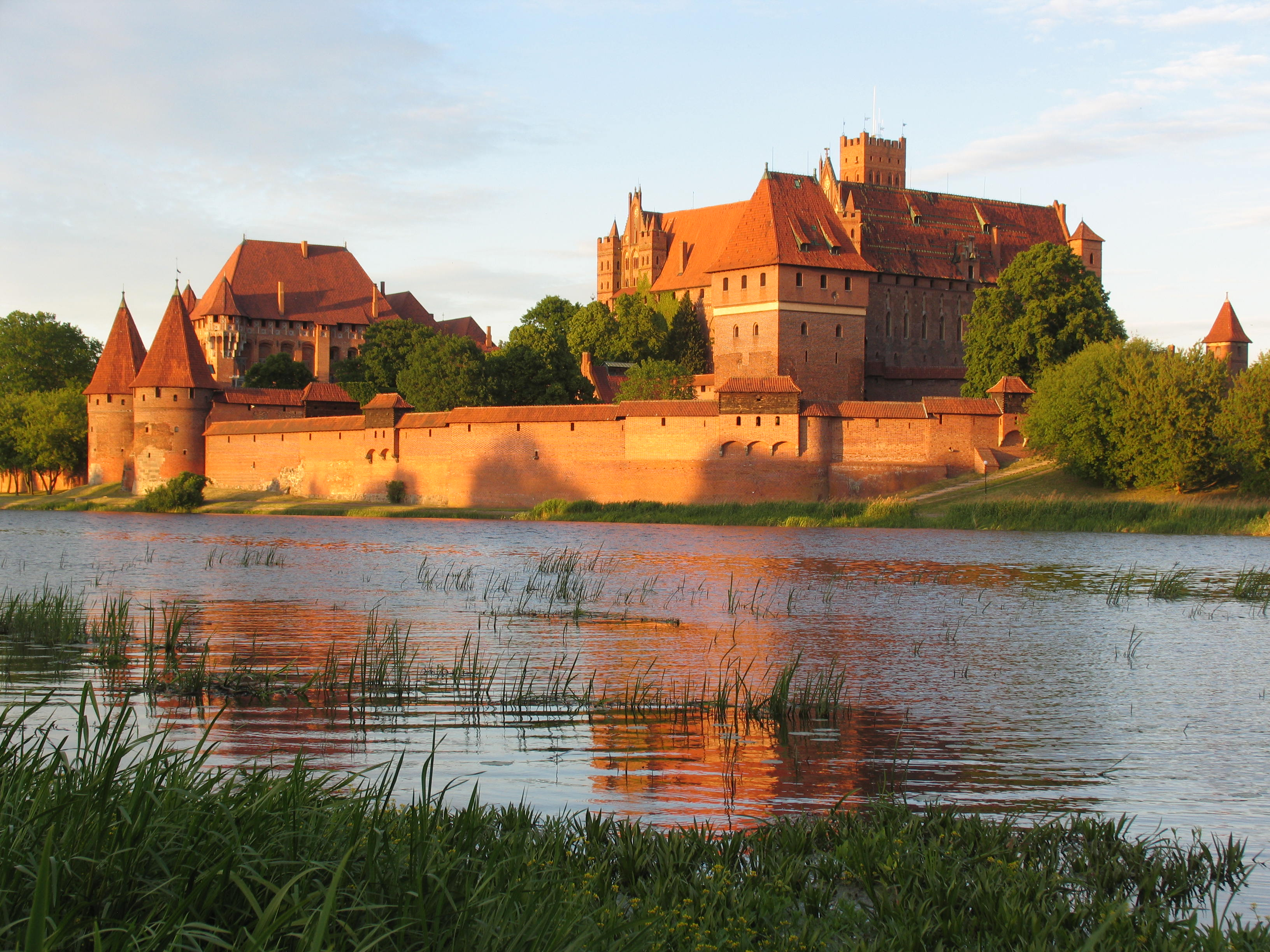
Krzyżacka twierdza w Malborku – miejsca zawarcia umowy gwarancyjnej pomiędzy wielkim mistrzem a najemnikami

9 października 1454 r. w Malborku z inicjatywy władz zakonu zawarty został pomiędzy wielkim mistrzem a reprezentującymi oddziały najemne rotmistrzami Bernardem von Zinnenberg, Adolfem von Gleichen i hr Hansem von Monfort-Pfannenberg układ o zapisie gwarancyjnym. Zgodnie z jego postanowieniami rotmistrzowie zobowiązali się bronić przed Polską i Związkiem Pruskim obsadzonych przez siebie twierdz i miast oraz kontynuować służbę dla zakonu, pozostawiając Krzyżakom zarówno władzę zwierzchnią (Herrschaft) nad wszystkimi miastami i twierdzami, jak i pochodzące z nich dochody. W zamian za to zakon nakładał na okręgi utrzymywanych przez najemników twierdz obowiązek bieżącego utrzymania załogi i dostarczenia paszy dla koni oraz zobowiązał się spłacić wszelkie długi wobec najemników do 19 lutego 1455 r. W przypadku niedotrzymania terminu zakon zmuszony był wydać najemnikom wszystkie obsadzone przez nich miasta wraz z ludnością i twierdze wraz z trzymanymi w nich dla okupu jeńcami, z prawem sprzedaży dla zaspokojenia roszczeń.
Wzorem dla tak skonstruowanej umowy była ostatecznie niewykonana umowa z 1447 r. pomiędzy księciem Wilhelmem Saskim a wojskami najemnymi, dotyczącymi zastawu żołdu na twierdzach w Turyngii.
Układ ten był generalnie korzystny dla zakonu, gdyż pozwalał wielkiemu mistrzowi kontynuować działania wojenne z zamiarem odbicia miast Prus i spłacenia najemników oraz zabezpieczał zakon przed osobnymi roszczeniami wysuwanymi przez poszczególne oddziały najemne. Jego wady ujawnić mogło dopiero niewykonanie umowy w terminie, o czym zakon zobowiązał się poinformować najemników z miesięcznym wyprzedzeniem.

## Wykonanie układu

### Wojna na kredyt
W pierwszych miesiącach od zawarcia układu malborskiego prowadzone na kredyt działania zbrojne przyniosły Krzyżakom znaczne sukcesy: czasowe przerwanie komunikacji Wisłą pomiędzy Polską a Gdańskiem i Dolnymi Prusami oraz przejście kilkunastu miast i twierdz ponownie na stronę zakonu. Dalsze energiczne działania były jednak konieczne wobec nieodbicia żadnego większego ośrodka miejskiego i związanych z tym dochodów oraz chwiejnej postawy Prus Dolnych i Górnych. Zimą 1454 r. Krzyżakom udało się opanować szereg twierdz tworzących barierę zabezpieczającą Malbork i przeprawy wiślane, a w styczniu 1455 r. odeprzeć ofensywę podjętą przez Królestwo Polskie siłami pospolitego ruszenia z Małopolski.

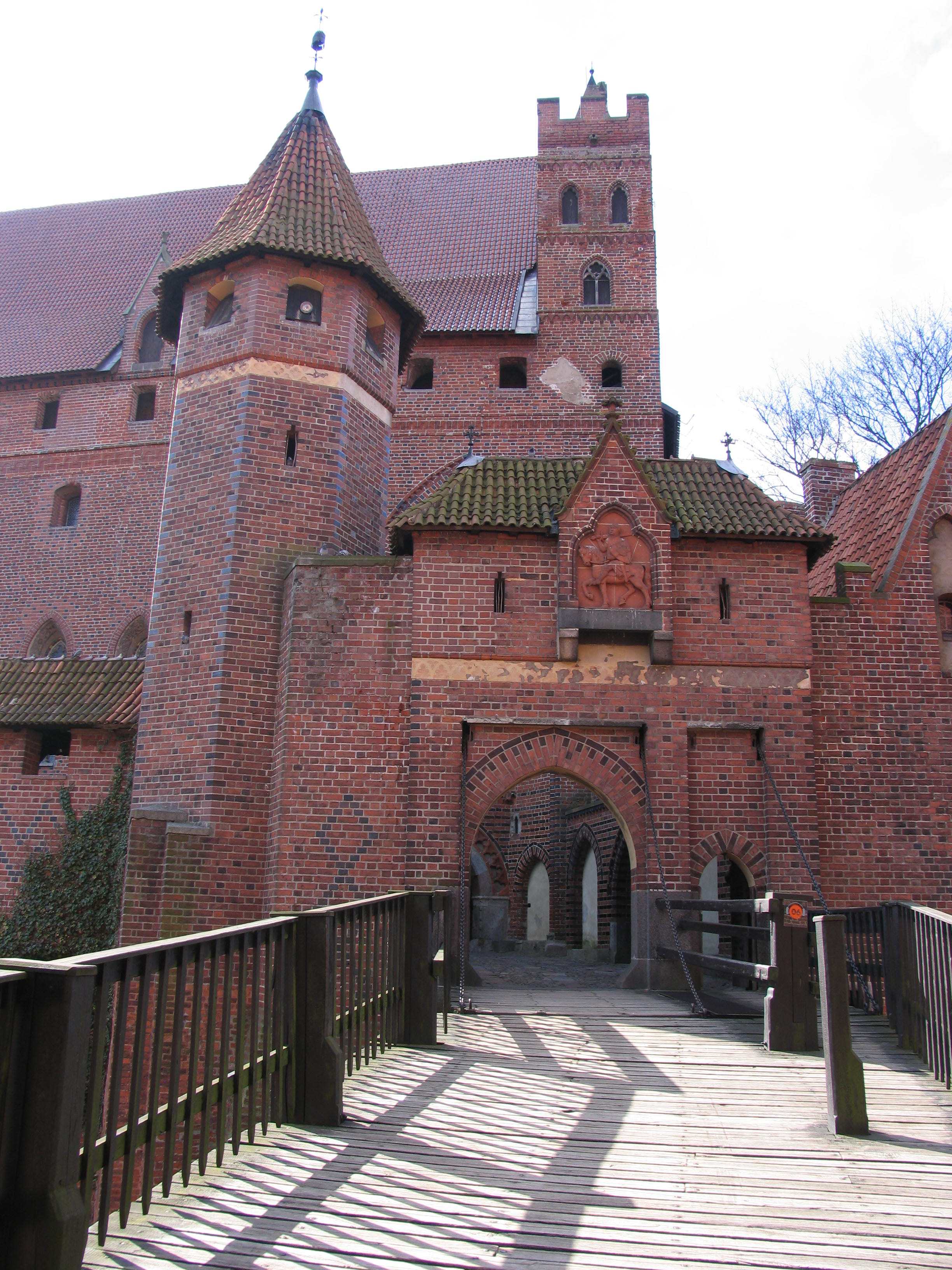
Fortyfikacje krzyżackie w Malborku. Twierdza nabyta w 1457 r. przez Królestwo Polskie od wojsk najemnych pozostała do końca XVI w. jedną z trzech najsilniejszych twierdz w Polsce

Nie udały się próby przywrócenia władzy wielkiego mistrza nad Gdańskiem, który odparł krzyżacki atak 13 stycznia 1455 r. i Torunia, który stłumił prokrzyżacki spisek pospólstwa 13 marca 1455 r. oraz Chełmna.
Dopiero w marcu 1455 r. na skutek prokrzyżackiego buntu pospólstwa w dwóch z trzech dzielnic stolicy Prus Dolnych Królewca miasto przeszło na stronę wielkiego mistrza. Lojalność portowej dzielnicy Knipawy wobec Związku Pruskiego zmusiła władze krzyżackie do zorganizowania wyprawy mającej ostatecznie zdobyć Królewiec i rewindykować Prusy Dolne i Sambię. Działania przeciwko Knipawie i związkowej odsieczy dla miasta trwały do lipca 1455 r.
Pod koniec kwietnia 1455 r. niespłacone zobowiązania zakonu wobec wojsk najemnych przekroczyły 400 000 złotych węgierskich.

### Bunt najemników
23 kwietnia 1455 r. wielki mistrz po raz kolejny nie dotrzymał terminu zapłaty żołdu dla krzyżackich żołnierzy i w efekcie zbuntowani najemnicy pod dowództwem Czerwonki przejęli 2 maja 1455 r. w posiadanie twierdze w Malborku, Tczewie, Sztumie, Gniewie i Iławie, siłą faktu rozpoczynając wykonywanie praw przynależnych panującemu. Wielki mistrz von Erlichshausen stał się zakładnikiem we własnej stolicy, a pozbawiony kontroli nad Malborkiem i dochodów z okręgu zamku nie mógł wesprzeć prowadzonego od kwietnia 1455 r. oblężenia portowej dzielnic Królewca – Knipawy. Dowodzący siłami krzyżackimi pod Królewcem komtur elbląski von Plauen zmuszony został dopiero uzyskane podatki dolnopruskie przeznaczać na swoich żołnierzy, pogłębiając kryzys wielkiego mistrza. Von Erlichhausen nie mógł także liczyć na odsiecz ze strony niezwiązanego układami zastawnymi księcia śląskiego Balthazara von Sagan, który 16 czerwca 1455 r. na czele własnych najemników i załóg okolicznych twierdz, liczących 932 kawalerzystów oraz 571 drabantów opuścił Malbork i przybył wzmocnić oblężenie Knipawy.

### Rokowania
Latem 1455 r. Związek Pruski oraz Królestwo Polskie rozpoczęły negocjacje z najemnikami w sprawie wykupu opanowanych twierdz. Wobec bankructwa obydwu stron konfliktu i odparcia kolejnej wyprawy pospolitego ruszenia z Królestwa Polskiego jesienią 1455 r. dysponujący największą siłą zbrojną w Prusach czescy i niemieccy dowódcy najemników stali się panami sytuacji i stawiali wygórowane żądania.
Rotmistrzowie wojsk najemnych nie zdołali w trakcie negocjacji utrzymać jednolitego stanowiska. Dla strony polskiej najistotniejszym punktem negocjacji było ustalenie warunków zakupu twierdzy w Malborku, a ewentualny zakup innych twierdz miał znaczenie drugorzędne. Zwolennikom zawarcia układu z Królestwem Polskim przewodzili rotmistrzowie czescy, jednakże stanowili oni zaledwie jedną trzecią uczestniczących w układzie najemników. Niemieckim zwolennikom sprzedaży twierdz Polsce przewodził najemnik Mikołaj Welfersdorf.
W grudniu 1455 r. sytuacja negocjacyjna stron skomplikowała się, gdy po odrzuceniu pierwotnych propozycji najemników strona polska zerwała negocjacje, a najemnicy zaoferowali znajdujące się w ich posiadaniu twierdze każdemu potencjalnemu nabywcy – w szczególności Inflantom, Danii, Brandenburgii oraz wygnanemu królowi Szwecji Karolowi Knutssonowi. Odrzucili jednak niekorzystną propozycję Inflant (inflanckiej gałęzi zakonu krzyżackiego) wydania twierdzy w Marienburgu (Malborku) za 100 000 złotych węgierskich i obietnicę zapłaty kolejnych 100 000 złotych w terminie późniejszym.
W czerwcu 1456 r. przywódca najemników Czerwonka zaproponował Królestwu Polskiemu sprzedaż 21 twierdz w zamian za 463 794 złotych węgierskich, stanowiących zaległy żołd i odszkodowanie za utracone konie i uzbrojenie. Ostatecznie 29 lipca 1456 r. w Toruniu zawarto porozumienie – najemnicy zobowiązali się sprzedać twierdze w zamian za 436 000 złotych węgierskich i zgodzili się na otrzymanie ¼ umówionej ceny w towarach.
Wielki szpitalnik von Plauen i zwolennik porozumienia najemników z Krzyżakami von Zinnenberg zaproponowali najemnikom lepsze warunki i 14 sierpnia 1456 r. układem zawartym w Prabutach załogi większości twierdz odstąpiły od układu toruńskiego, wydając Krzyżakom 15 twierdz w zamian za zobowiązanie spłaty zobowiązań do listopada 1456 r. oraz korzystne warunki dalszej służby.
Obsadzający twierdzę w Gniewie zwolennicy układu z Torunia wywołali rewoltę przeciwko dowództwu twierdzy, jednakże została ona stłumiona przez najemników wiernych zakonowi, a grupa optująca za sprzedażą twierdzy zmuszona do jej opuszczenia udała się do Malborka. Zajęte walkami wewnętrznymi załogi twierdz nie były zdolne do jakiejkolwiek aktywności i lądowe działania zbrojne zamarły.

### Sprzedaż twierdz pruskich

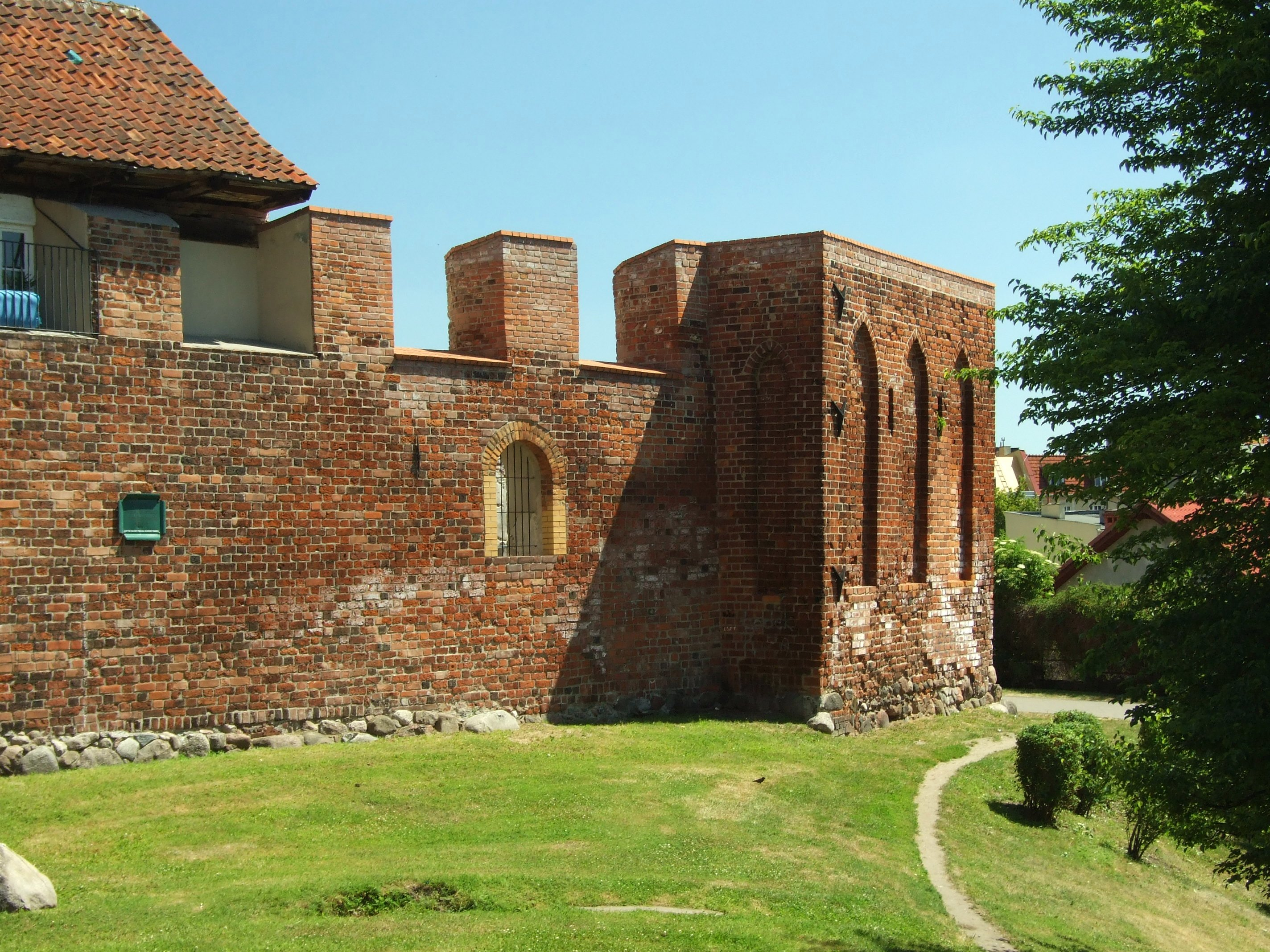
Mury obronne Tczewa, jednej z twierdz wykupionych przez Królestwo Polskie i Związek Pruski od krzyżackich najemników. Tczew pozostał w polskich rękach do końca wojny.

16 sierpnia 1456 r. Czerwonka w imieniu załóg Malborka, Tczewa, Iławy, Chojnic, Czarnego i Debrzna zawarł nowy układ ze Związkiem Pruskim i Królestwem Polskim dotyczący sprzedaży sześciu twierdz, jednakże jeszcze w tym samym miesiącu władze krzyżackie zdołały wypłacić najemnikom obsadzającym Debrzno, Chojnice i Czarne zaliczki. Skutkowało to odstąpieniem tych załóg od układu z 16 sierpnia 1456 r. Obydwie strony konfliktu rozpoczęły gromadzenie uzgodnionych sum.
Intensywne gromadzenie środków na wykup twierdz poprzez podnoszenie podatków wywołało bunty pospólstwa w Gdańsku oraz w Toruniu. Pomimo poparcia tych rozruchów przez Krzyżaków rady miejskie miast Związku Pruskiego zdołały utrzymać władzę i przy pomocy najemników królewskich stłumić bunty.
Znaczna część środków koniecznych na zakup twierdz pożyczona została przez miasto Gdańsk w zamian za wydanie miastu wielkiego przywileju.
Na mocy modyfikacji układu, którą uzgodniono wiosną 1457 r., najemnicy sprzedali Królestwu Polskiemu twierdze w Malborku, Tczewie oraz Iławie za łączną kwotę 190 000 złotych węgierskich. 6 czerwca 1457 r. po zapłacie ostatniej raty Królestwo Polskie objęło stolicę państwa krzyżackiego – Malbork wraz z twierdzą, a 13 czerwca 1457 r. Tczew oraz Iławę.

## Konsekwencje układu
8 czerwca 1457 r. Kazimierz IV wjechał uroczyście na zamek w Malborku, a hołd lenny w imieniu miasta Malborka złożył mu burmistrz Bartłomiej Blume. Król odzyskał też chorągwie utracone pod Chojnicami. Ludwig von Erlichshausen uciekł do Chojnic. 

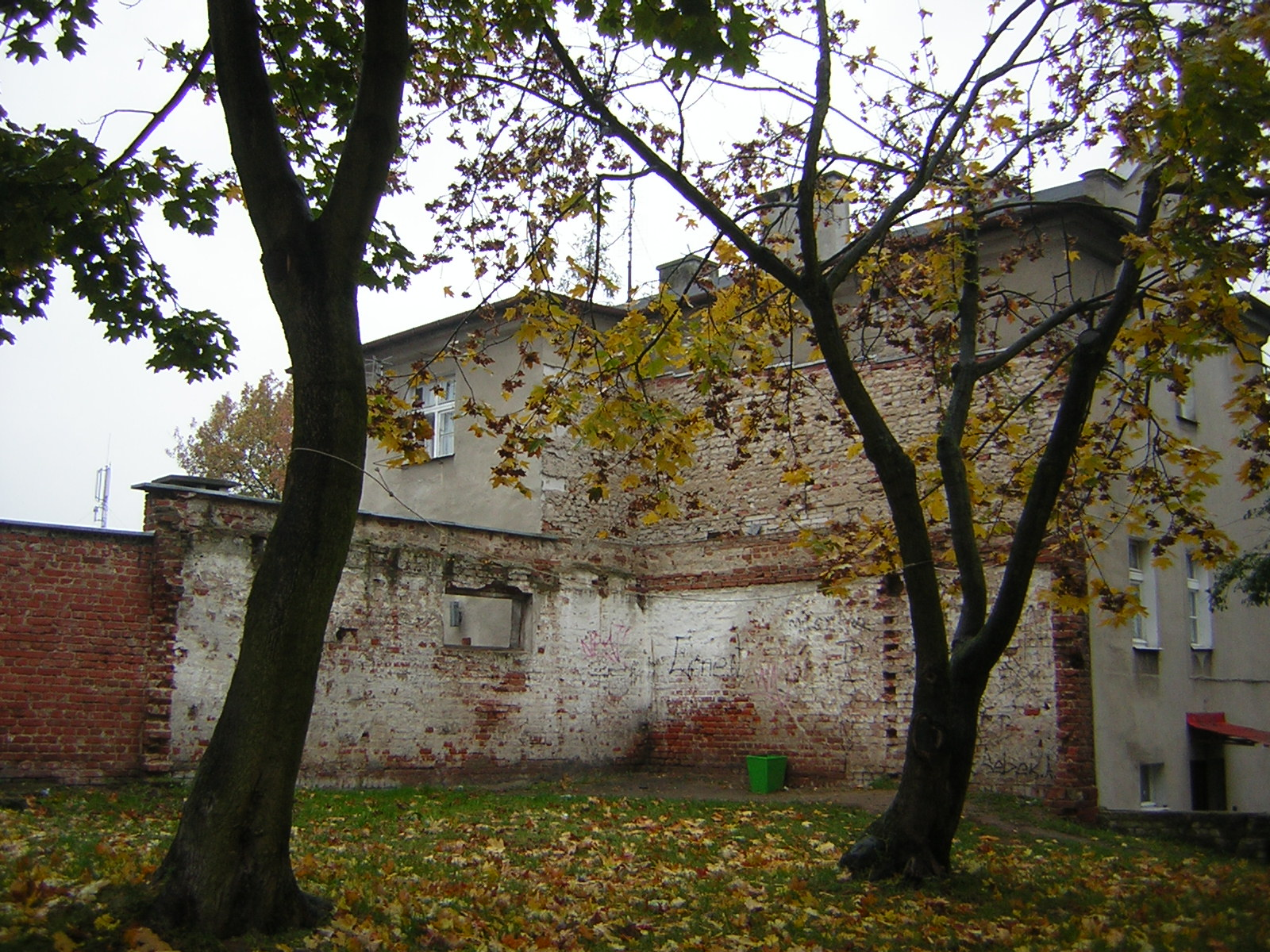
Pozostałości średniowiecznych murów miejskich Iławy. Miasto sprzedane przez najemników Królestwu Polskiemu wraz z Tczewem i Malborkiem powróciło w październiku 1457 r. pod władzę Krzyżaków na skutek działań prozakonnego stronnictwa.

Podjęta następnie w lipcu 1457 r. próba opanowania całego szlaku żeglownego Wisły poprzez zdobycie bronionego przez Fritza Rawenecka Gniewu nie przyniosła rezultatu – dowodzone przez Prandotę Lubieszowskiego siły oblężnicze zmuszone zostały 22 września 1457 r. do odwrotu. Jednocześnie wielki mistrz von Erlichshausen potajemnie przedostał się do Królewca, który uczynił nową stolicą państwa zakonnego i głównym bastionem dalszego oporu.
28 września 1457 r. na skutek zdrady ze strony prokrzyżackiego stronnictwa w Malborku, kierowanego przez Bartłomieja Blume, oddziały krzyżackie opanowały miasto i rozpoczęły szturm na twierdzę, rozpoczynając bitwę o Malbork. Po usunięciu 1 października 1457 r. polskiej załogi Iławy mieszkańcy obalili propolskie władze miasta i po ułożeniu warunków z krzyżackim starostą Urlichem von Kinsbergiem, przywrócili władzę zakonu.
Oldrzych Czerwonka w zamian za przejście na stronę króla Kazimierza IV i wydanie twierdzy w Malborku wynagrodzony został nadaniem trzech starostw i mianowany starostą malborskim. Pod jego naciskiem ostatecznie z niewoli polskiej uwolniony został pojmany pod Chojnicami i zwolniony na słowo Bernard von Zinnenberg.
W marcu 1460 r. Czerwonka został osądzony w Pradze przed sądem królewskim, sprawowanym przez regenta Jerzego z Podiebradów za zdradę i zachowanie niegodne żołnierza oraz pozbawiony wolności. Oskarżycielem był będący również poddanym czeskim Bernard von Zinnenberg.

## W kulturze
Sprzedaż twierdzy w Malborku przez wojska najemne wzmiankowana jest w powieści Stefana Żeromskiego „Wiatr od morza” w rozdziale „Bitwa pod Świecinem”, określona jako „zdrada, która poraziła Zakon na głowę”. Objęcie Malborka przez Królestwo Polskie wzmiankowane jest w rozdziale LII (ostatnim) powieści Henryka Sienkiewicza „Krzyżacy”, określone jako „szczęsna chwila”.